# Делтана (Аляска)
Делтана (англ. Deltana) — переписна місцевість (CDP) в США, в окрузі Саутіст-Фейрбенкс штату Аляска. Населення — 2359 осіб (2020).

## Географія
Делтана розташована за координатами 63°47′24″ пн. ш. 145°18′42″ зх. д. / 63.79000° пн. ш. 145.31167° зх. д. (63.789870, -145.311601).  За даними Бюро перепису населення США в 2010 році переписна місцевість мала площу 1473,50 км², з яких 1468,22 км² — суходіл та 5,28 км² — водойми.

## Демографія
Згідно з переписом 2010 року, у переписній місцевості мешкала 2251 особа в 784 домогосподарствах у складі 595 родин. Густота населення становила 2 особи/км².  Було 1017 помешкань (1/км²).
Расовий склад населення:
| - 92,1 % — білих - 2,5 % — корінних американців - 0,9 % — чорних або афроамериканців - 0,9 % — азіатів - 0,3 % — вихідців з тихоокеанських островів |

До двох чи більше рас належало 2,9 %. Частка іспаномовних становила 2,4 % від усіх жителів.
За віковим діапазоном населення розподілялося таким чином: 29,4 % — особи молодші 18 років, 61,6 % — особи у віці 18—64 років, 9,0 % — особи у віці 65 років та старші. Медіана віку мешканця становила 34,8 року. На 100 осіб жіночої статі у переписній місцевості припадало 112,6 чоловіків;  на 100 жінок у віці від 18 років та старших — 110,5 чоловіків також старших 18 років.
Середній дохід на одне домашнє господарство  становив 77 034 долари США (медіана — 74 457), а середній дохід на одну сім'ю — 79 433 долари (медіана — 77 875). Медіана доходів становила 71 307 доларів для чоловіків та 36 647 доларів для жінок. За межею бідності перебувало 14,9 % осіб, у тому числі 25,1 % дітей у віці до 18 років та 9,3 % осіб у віці 65 років та старших.
Цивільне працевлаштоване населення становило 970 осіб. Основні галузі зайнятості: освіта, охорона здоров'я та соціальна допомога — 22,1 %, публічна адміністрація — 20,6 %, сільське господарство, лісництво, риболовля — 10,3 %, оптова торгівля — 9,4 %.